# Гусев, Владимир Алексеевич
Влади́мир Алексе́евич Гу́сев (23 июля 1927, Сталино — 1 июля 2014) — председатель исполкома Киевского городского совета депутатов  (1968—1979); в 1971-1976 годах кандидат, член Центрального комитета Коммунистической партии Украины в 1976-1981 годах, депутат Верховного Совета Украинской ССР, почётный гражданин города Киева.

## Биография
В 1951 году окончил факультет промышленного и гражданского строительства Киевского инженерно-строительного института по специальности «инженер-строитель». В 1950 году вступил в КПСС.
С 1951 года работал в тресте «Днепрострой» прорабом, старшим прорабом, начальником участка на Каховской ГЭС. В 1953—1958 годах — первый секретарь Херсонского обкома комсомола, заместитель председателя Херсонского облисполкома, управляющий трестом «Херсонстрой».
В 1960 году окончил факультет экономики Высшей партийной школы при ЦК КПСС.
В 1961—1968 годах работал в Главкиевгорстрое: управляющий трестом «Киевгорстрой-5», главный инженер (с 1962 года); с января 1963 года — начальник Главкиевгорстроя и одновременно заместитель председателя Киевского горисполкома. Под его руководством застраивались жилые массивы Воскресенский, Сырецкий, Русановский, Березняки; участвовал в строительстве Деснянского водопровода, Бортнических очистных сооружений, институтов АН Украины, Дворца пионеров и школьников на Печерске, Мемориального комплекса «Музей истории Великой Отечественной войны (1941—1945 гг.)», гостиницы «Днепр» и др.
Учился в заочной аспирантуре Киевского инженерно-строительного института.
С 15 августа 1968 до 1 ноября 1979 года — председатель исполнительного комитета Киевского городского совета народных депутатов; был назначен на должность по указанию П. Е. Шелеста. Вместе с президентом АН УССР Б. Е. Патоном и заместителем командующего Киевским военным округом генералом В. Ф. Чижом открыто протестовал против строительства Чернобыльской АЭС.
С 29 октября 1979 года — заместитель министра промышленного строительства Украинской ССР, начальник Главного управления промышленных предприятий министерства. Участвовал в строительстве города Ноябрьск.
В 1986—1988 годах — советник-консультант министра строительства Республики Куба.
В январе-ноябре 1989 года — заместитель министра строительства УССР, координировал работы украинских строителей по восстановлению разрушенного землетрясением города Кировакан (Армения).
Работал председателем Украинского союза строительно-промышленных кооперативов.
Избирался депутатом Верховного Совета Украинской ССР VIII (1971—1974) и IX (1975—1979) созывов.

## Избранные публикации
- Гусев В. Диалоги со Щербицким В. // Зеркало недели, № 1. — 1998. — 4–9 января.. Архивировано 2 июля 2014 года.

## Награды и признание
- орден «За заслуги» III степени (22.07.1997)
- два ордена Трудового Красного Знамени
- два ордена «Знак Почёта»
- орден Октябрьской Революции
- орден Дружбы народов
- Почётный гражданин города Киева[3]
- Почётный академик Академии строительства Украины.